# Juan de Witte Hoos
Juan de Witte Hoos (Brujas, 6 de agosto de 1475 - Brujas, 18 de septiembre de 1540 fue un sacerdote predicador de origen belga-flamenco nombrado por la Santa Sede como primer Obispo de Cuba.

## Primer Obispo de Cuba
La diócesis eclesial de Cuba fue creada el 11 de febrero de 1517 por el Papa León X según la Bula Super specula militantis ecclesiae y tras varias rondas negociadoras entre la embajada española y la curia papal, se preconizó en Roma al dominico belga Juan de Witte o Juan Blanco, como primer Obispo de Cuba. Debía erigir, organizar y gobernar la diócesis eclesial creada por el Papa León X.
Fue el Rey Carlos I de España quien dio vía libre a ésta diócesis al solicitar la instauración de la ecclesia cubensis presentando a Juan de Witte como su candidato a ocupar el obispado en la Isla Fernandina, el cual recibiría sus bulas confirmatorias el 25 de marzo de 1517. En anteriores investigaciones históricas aparecían como obispo primogénitos de Cuba distintos nombres, como Fray Bernardo de Mesa o también Fray Julián Garcés, pero tal error puede deberse entre otras cosas a que Juan de Witte nunca tocó suelo cubano.
A pesar de largos y forzosos estudios históricos y antropológicos no contamos con datos ciertamente exactos sobre la fecha y duración del primer obispado.
Un reciente trabajo realizado por el Presbítero Reynerio Lebroc nos muestra con claridad ciertas respuestas a dudas que han creado a través del tiempo una densa neblina sobre los hechos.